# 프티치카 우주왕복선

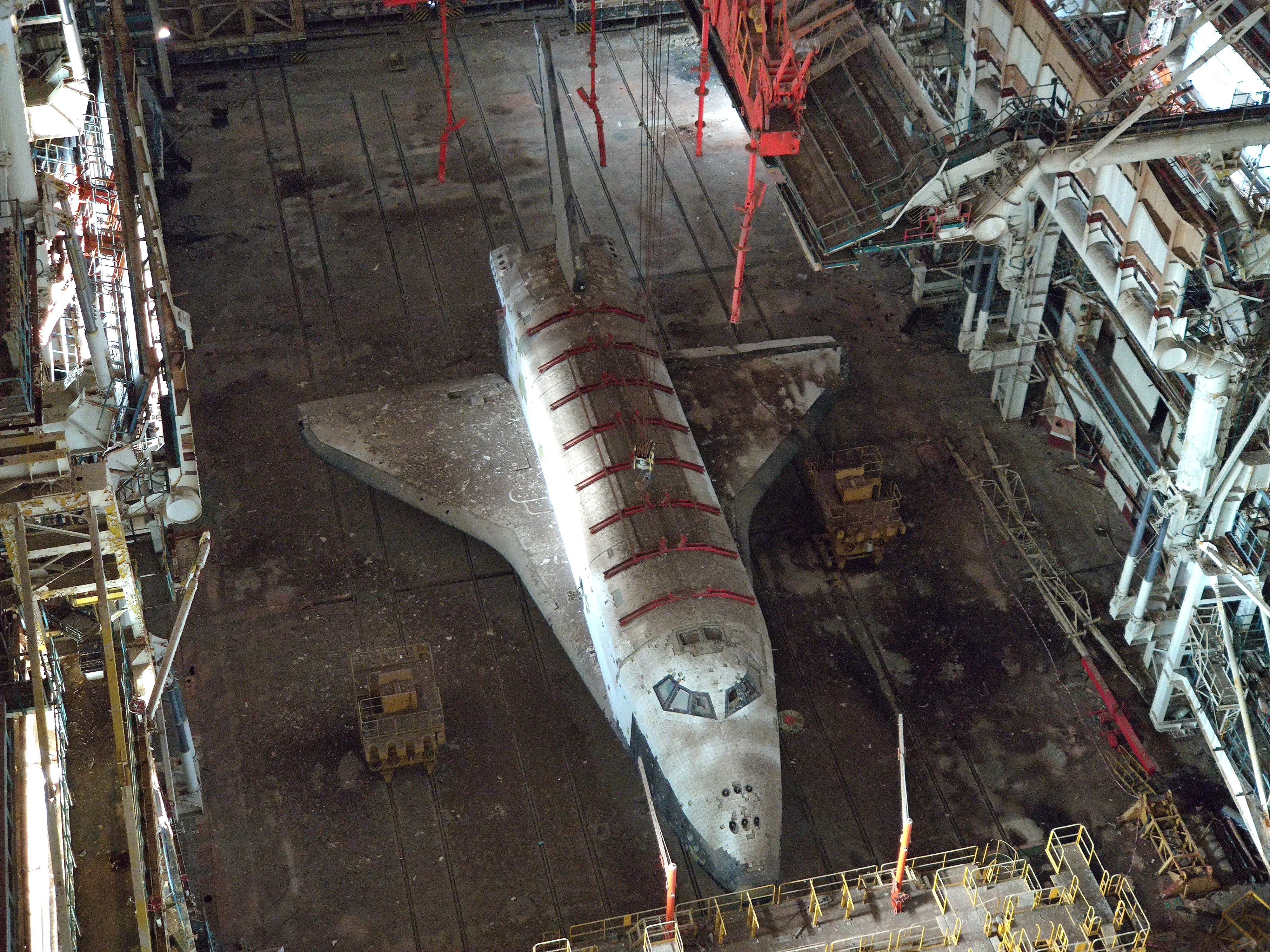

프티치카 우주왕복선은 부란 우주 왕복선의 일종으로 개발했던 우주왕복선이다. 1988년부터 제작이 시작되었으나 소련의 붕괴와 소련의 뒤를 이은 러시아의 재정압박으로 인해 1993년 마무리 단계에서 계획이 취소되었다.